# نسيج بايو

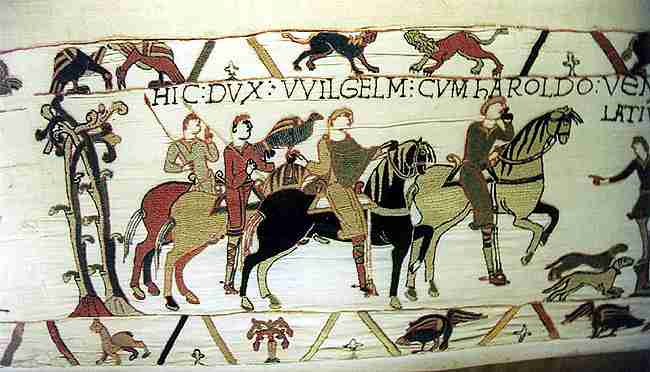
وليام وهارولد في نسيج بايو

نسيج بايو هو أثر نفيس صنع من الكتان بطول 231 قدما (بنحو 69 مترا) وبعرض 20 بوصة (50 سنتمتر)، وقد تحول لونه للبني الفاتح مع الزمن، وتم تطريزه بالإبرة على أقمشة صوفية من ثمانية ألوان، وبها مشاهد تمثل غزو إنجلترا من قبل النورمان. وهناك اثنان وسبعون من هذه المشاهد، وتبدأ بزيارة هارولد إلى بوزهام في طريقه إلى نورماندي، وتنتهي بفرار الإنجليز من معركة هايستينجز، رغم أن النهاية الفعلية للشريط قد ضاعت. وعلى طول القمة والقاع تظهر حدود تزيينية بأشكال الحيوانات، ومشاهد من خرافات أيسوب وفايدروس، ومن الفلاحة والمطاردة، ومن حين لآخر لقصة الغزو نفسها. وكانت معروفة سابقا بقماشة سان جان Toile de St Jean، واستعمل على بعض الأعياد لتزيين صحن كاتدرائية بايو. ونجت بأعجوبة من معارك الثورة الفرنسية، وعرضت في باريس برغبة نابليون في 1803-1804، ومنذ ذلك الحين أصبحت تحت الرعاية المدنية لبايو، حيث أنها معروضة الآن تحت الزجاج. في الحرب الفرنسية البروسية (1871) أنزلت بعجالة وتم إخفاؤها.
وصفها ويليام ستوكلي في عام 1746 بأنها "أعظم الآثار في العالم المتعلقة بالتاريخ الإنجليزي القديم"، وقد تم توثيقها ومناقشتها وإعادة إنتاجها مرارًا وتكرارًا في فرنسا وإنجلترا منذ عام 1730. وتُعتبر أفضل نسخة ملونة هي تلك التي أنجزها تشارلز ألفريد ستوثارد في عام 1818، ونُشرت في المجلد السادس من سلسلة Vetusta Monumenta؛ وفي عامي 1871-1872، تم تصوير النسيج فوتوغرافيًا لصالح مجلس التعليم الإنجليزي بواسطة إي. دوسيتر.
في الحكايات المحلية تم وضع إدارة العمل تحت إمرة زوجة وليام الفاتح. كان فريدريك بلوكيه، في كتابه ""مقالة تاريخية عن مدينة بايو Essai historique sur la vale de Bayeux (كا، 1829)، أول من رفض هذا الاعتقاد، وربط بين العمل وأخ وليام غير الشقيق أودو دي بايو، وهذه هي وجهة النظر المقبولة الآن، وتؤكدها حقيقة أن ثلاثة من أتباع الأسقف المذكورين في كتاب ونشيستر كانوا من بين الأشخاص القليلين المذكورين على السجادة. واحتمالية أن أودو صممها لكاتدرائيته هي شبه أكيدة، لكن سواء كانت قد صنعت بأصابع إنجليزية أم لا فهذا محل الشك، رغم أن بعض الكلمات عليها تدعم جزئيا وجهة النظر هذه. وقال فريمان بشيء من التأكيد بأنه كانت عملا معاصرا، ومن الناحية التاريخية فهي مصدر أساسي، وفي الحقيقة فهي المصدر الرئيسي الذي يروي القصة من جانب النورمانديين. وبما أن بعضا من دلائلها فريدة، فإن التشكيك بمصداقيتها مهم، واستنتاجات فريمان أكدت عمليا بالمناقشة الأخيرة. وفي عام 1902 شكك ألبرت مارينيان، على أسس أثرية، بالتاريخ الذي وضع لصنع السجادة، كما شكك آب دي لا رو قبله بتسعين عاما؛ لكن حججه دحضها غاستون باريس وموريس لانور، وأثبتت مصداقية السجادة. يبدو أن الأثر المشهور كان الباقي الوحيد من صنفه، لأن الأسقف باودري وصف في أبيات لاتينية عملا مماثلا تم صنعه لأديلا ابنة وليام الفاتح، وفي الفترة السابقة كان أرملة بريختنوث قد صنعت سجلا مماثلا عن مآثر زوجها وموته في معركة مالدون القاسية (991).